# Арушанов Паша Асцатурович
Паша Асцатурович Арушанов (29 червня 1916, місто Баку, тепер Азербайджан — 23 лютого 2004) — радянський діяч, голова Нагірно-Карабаського облвиконкому. Депутат Верховної Ради СРСР 4-го скликання.

## Життєпис
Народився в родині службовця. У 1918 році родина виїхала на батьківщину батька, в Нагірний Карабах. З 1923 року навчався в Степанакертській початковій школі. Потім родина знову повернулася до Баку, де Паша Арушанов в 1930 році закінчив семирічну школу.
З 1930 по 1936 рік працював помічником монтера, завідувачем експедиції, статистиком, економістом. У 1936 році закінчив вечірній відділ робітничого факультету.
У 1936—1941 роках — студент Азербайджанського індустріального інституту імені М. Азізбекова.
Член ВКП(б) з 1940 року.
У 1941 році — майстер з видобутку нафти 1-го промислу тресту «Кагановичнафта» об'єднання «Азнафта» Азербайджанської РСР.
З 1941 по 1946 рік — у Червоній армії, учасник німецько-радянської війни. У 1941 — серпні 1942 року — курсант спеціальних курсів при Військовій академії танкових та механізованих військ імені Сталіна. З серпня 1942 року служив техніком-інженером танкових частин РСЧА на Сталінградському фронті.
Після демобілізації повернувся до Баку. До вересня 1946 року — начальник планово-виробничого відділу заводу «Утяжелитель», заступник головного механіка тресту «Азнафтопромматеріали» в Карадазі.
У вересні 1946 — 1952 року — 2-й секретар ЦК ЛКСМ Азербайджану.
У 1952 році — заступник завідувача транспортного відділу ЦК КП(б) Азербайджану.
У 1952—1953 роках — завідувач транспортного відділу Гянджинського обласного комітету КП Азербайджану.
У травні 1953 — березні 1954 року — голова виконавчого комітету Нагірно-Карабаської обласної ради депутатів трудящих.
У березні 1954—1959 роках — завідувач відділу нафтової промисловості ЦК КП Азербайджану.
У 1956 році закінчив заочно Вищу партійну школу при ЦК КПРС.
З 1959 року — завідувач відділу хімічної та нафтової промисловості ЦК КП Азербайджану.
У 1962—1964 роках — заступник голови Бюро ЦК КП Азербайджану з промисловості та будівництва.
До 1965 року — завідувач відділу важкої промисловості ЦК КП Азербайджану.
У 1965—1980 роках — начальник Головного управління зовнішніх зносин, експортних та імпортних поставок Міністерства нафтової промисловості СРСР.
У 1980—1988 роках — провідний інженер Головного управління зовнішніх зносин, експортних та імпортних поставок Міністерства газової промисловості СРСР.
У 1989—1990 роках — старший інженер виробничого відділу об'єднання «Зарубіжнафта»; начальник Головного управління зовнішніх зносин Міністерства нафтової промисловості СРСР.
Потім — на пенсії.
Помер 23 лютого 2004 року.

## Звання
- технік-лейтенант
- інженер-майор

## Нагороди
- орден Жовтневої Революції
- орден Вітчизняної війни І ст. (23.11.1944)
- два ордени Вітчизняної війни ІІ ст. (23.02.1944, 3.09.1945)
- орден Трудового Червоного Прапора (19.03.1959)
- орден Червоної Зірки (25.01.1943)
- два ордени «Знак Пошани» (28.10.1948, 23.05.1966)
- медаль «За бойові заслуги» (31.08.1943)
- медалі
- Почесний нафтовик СРСР